# Alizay

Alizay este o comună în departamentul Eure, Franța. În 1 ianuarie 2022 avea o populație de 1.575 de locuitori.